# Girls in Their Summer Clothes
"Girls in Their Summer Clothes" je pjesma Brucea Sprinsgteena s njegova albuma Magic iz 2007.
Kompozicija pjesme ima melodični pop aranžman, a stihovi prikazuju protagonista koji se uhvatio u maštanju uz niz toplih gradskih vinjeta. U tome ga prekida konobarica u lokalnom restoranu:
Frankie's Diner, an old friend on the edge of town —
The neon sign spinning round,
Like a cross over the lost and found.
The fluorescent lights flick over Pop's Grill,
Shaniqua brings the coffee and asks "Fill?" 
and says, "Penny for your thoughts now my boy, Bill"
"Girls in Their Summer Clothes" navedena je kao jedina "bezbrižna" pjesma na albumu, iako A. O. Scott iz The New York Timesa ističe kako čak ni ova pjesma nije "nedodirnuta melankolijom. Njezin pripovjedač, na kraju krajeva, stoji i gleda kako djevojke iz naslova 'prolaze kraj mene'". Jay Lustig iz The Star-Ledgera piše da se pjesma "postupno otkriva svojom ekscentričnom dinamikom, s glazbom i Springsteenovim vokalom, prema završetku postaje intenzivnija."
15. siječnja 2008. je objavljena za digitalni download na iTunesu u paketu koji se sastojao od dvije audio pjesme i pripadajućeg spota. U paketu se našao i "Winter Mix" pjesme, odnosno singl bez Springsteenova vokala, s nekoliko perkusijskih dionica i sličnih manjih promjena. Izdanje nije postiglo značajniji uspjeh, smjestivši se na 95. mjesto Billboardove ljestvice Hot 100, 67. na Pop 100 i 62. na Hot Digital Songs.
Spot za pjesmu, nazvan "Girls in Their Summer Clothes (Winter Mix)", režirao je Mark Pellington. Sniman na obali New Jerseyja hladnog zimskog dana, prikazivao je djevojke i žene raznih dobi, ispresijecane s kadrovima Springsteena na akustičnoj gitari. Prateći E Street Band uopće nije prikazan. Dijelovi spota odražavali su slike iz pjesme, pogotovo scena u restoranu.
"Girls in Their Summer Clothes" redovito je izvođena tijekom Magic Toura 2007. i 2008., često kao prva pjesma bisa, iako je početkom 2008. često izostavljana.
Pjesma je 2009. zaradila dvije nominacije za Grammy, za najbolju rock pjesmu i najbolju samostalnu vokalnu rock izvedbu. Osvojila je prvu, dok je drugu odnio John Mayer za "Gravity". Springsteen je kasnije priznao kako to uopće nije pratio: "Uopće nisam znao da sam nominiran za Grammy! U ponedjeljak sam otvorio novine i vidio da sam osvojio te sam pomislio, 'Pa to je sjajno!'"

## Popis pjesama
1. "Girls in Their Summer Clothes (Winter Mix)"
2. "Girls in Their Summer Clothes (Live)"

## Vanjske poveznice
- Stihovi "Girls in Their Summer Clothes"  Arhivirana inačica izvorne stranice od 9. ožujka 2009. (Wayback Machine) na službenoj stranici Brucea Springsteena